# Batman (televíziós sorozat)
A Batman egy 1966-tól 1968-ig futó amerikai televíziós sorozat volt, mely a DC Comics által kiadott szuperhősön alapul. Főszerepekben Adam West mint Batman és Burt Ward mint Robin – két szuperhős, akik megvédik Gotham városát a bűnözőktől és azoknak gonosz terveitől. Főképpen a camp stílusa, híres zenéje és az egyszerű tanulságai tették híressé a sorozatot. Ilyennek voltak a "mindig kapcsold be az öved", "csináld meg a házi feladatot", "egyél zöldséget" és ehhez hasonlóak. Összesen 120 epizódot sugároztak az ABC-n, három évadon keresztül, kétszer egy héten az első két évadig, majd a harmadiknál már csak egyszer egy héten.

## A sorozatról
Batman és Robin az igazi hősei ennek a sorozatnak, valódi alteregóik (Bruce Wayne és Dick Grayson) igazából csak nagyon ritkán bukkannak fel, jellemzően olyankor, amikor szuperhősként nem tudnak valamilyen feladatot végrehajtani. A "Dinamikus Duó" olyankor bukkan fel, amikor a gothami rendőrség már tehetetlen egy trükkös főgonosz mesterkedéseivel szemben. Hőseinknek először mindig ki kell nyomoznia, hogy ki áll a dolgok hátterében és mi a terve, majd ezután ki kell találniuk, hogyan akadályozhatnák meg a terv végrehajtását.
Az első két évad epizódjai jellemzően kétrészesek voltak, kivéve két részt a második évadból, amelyben három kisebb epizód volt. A harmadik évadban egy epizód egyetlen történetet dolgozott fel, a két különálló rész között az átkötést egy cliffhanger biztosította.
A sorozat jellegzetessége a camp stílusa: a giccses ábrázolásmód, a már-már abszurdba hajló történetek csak erősödtek, ahogy a sorozat készítői rá is játszottak az idők során. A főszereplők, ennek ellenére, mindig nagyon komolyak maradtak, még a legnevetségesebb szituációkban is.

## Visszatérő elemek
Az epizódok egy animációs intróval kezdődnek, amely a képregények akkori rajzolási stílusában készült. Ebben hőseink láthatóak és ellenfeleik szépen felsorakozva, akikkel megküzdenek.
Minden epizód azzal kezdődik, hogy láthatjuk az aktuális főgonoszt, amint épp valamiben mesterkedik. Gordon főfelügyelő és a gothami rendőrség kiszáll a tetthelyre, és megállapítják, hogy sajnos egyedül nem tudják felgöngyölíteni az ügyet. Egy telefon (a Batphone) segítségével felhívják Batmant. A telefon a Wayne-rezidencián csöng ki, ahol Alfred veszi azt fel. Értesíti Bruce Wayne-t és Dick Graysont, akik gyakran Dick nagynénjével, a kilétükről mit sem sejtő Harriet Cooperrel beszélgetnek ilyenkor. A két hős, miután megtudja, kikkel állnak szemben, beöltöznek, és beszállnak a Batmobilba. Ezután Gordon felügyelőhöz mennek, akivel megbeszélik az ügyet, és nekilátnak a nyomozásnak. Ezt többnyire egyedül bonyolítják le, és végül rájönnek, ki az elkövető. Megpróbálnak a nyomába eredni, amikor is a verőembereivel találkoznak szembe, és meg kell küzdeniük velük. A gonosz persze elmenekül, így újra nyomozniuk kell, aminek a vége egy újabb ökölharc – ám ezúttal a Dinamikus Duó egyik tagja a főgonosz fogságába esik, vagy valamely csapdájának lesz az áldozata. Itt ér véget az epizód első fele, azzal, hogy felteszi a kérdést: vajon mi fog hőseinkkel történni ezután?
Természetesen megmenekülnek, de az epizód második fele ugyanezzel a nyomozós-verekedős sémával folytatódik, míg nem találkoznak össze végül a főgonosszal, akit Batman a saját csapdájába csal, majd egy elmés szerkezettel ártalmatlanná tesz.

## Szereplők

### Főhősök
- Adam West mint Batman / Bruce Wayne: egy milliárdos filantróp, akinek a szüleit bűnözők gyilkolták meg gyerekkorában, ezért a vagyonát a bűn üldözésére használja fel. West azért kapta a szerepet, mert egy Nesquik-reklámban egy hasonló szerepben meggyőző alakítást nyújtott, és mert képes volt a szövegkönyvben szereplő bármilyen mondatot rezzenéstelen arccal előadni.
- Burt Ward, mint Robin / Dick Grayson: Batman hűséges társa, a "csodagyerek", aki mindig mellette áll a bűnügyek felderítése során. Visszatérő frázisa ("Szent ........, Batman!") tette a szereplőt híressé.
- Alan Napier mint Alfred: Bruce Wayne hűséges komornyikja és Batgirl bizalmasa.
- Neil Hamilton mint Gordon főfelügyelő: a gothami rendőrség nyomozója, Batman egyik fő kapcsolata a rendőrségnél.
- Stafford Repp mint O'Hara rendőrfőnök: a gothami rendőrség főnöke, Batman másik fő kapcsolata a rendőrségnél. Ilyen karakter eredetileg nem létezett a képregényben, őt azért hozták létre, hogy Gordon főfelügyelő tudjon kivel beszélni.
- Madge Blake mint Harriett Cooper: Dick Grayson anyai nagynénje. Karaktere a képregényekben csak pár évvel korábban jelent meg, mégpedig azért, hogy legyen egy oka annak, miért tartja Bruce és Dick titokban a saját identitását.
- Yvonne Craig mint Batgirl / Barbara Gordon: a harmadik évadban jelenik meg. Gordon főfelügyelő lánya, aki Batgirl-ként Batman és Robin segítőtársa.

### Ellenfelek
Számos ellenfél felbukkan a sorozatban, közülük többen több epizódban is megjelennek.
- Cesar Romero mint Joker: egy mókamester bűnöző, aki különféle csínyekkel és bohóctréfákkal nehezíti meg a hősök életét. Karaktere a hatvanas években megismert képregényes alteregójával megegyezően nem pszichopata sorozatgyilkos, hanem egy átlagos, ámbár viccelődő gazember. Cesar Romero nem borotválta le a bajuszát a szerep kedvéért, ezért azt lesminkelték.
- Burgess Meredith mint a Pingvin: a sorozat legnépszerűbb gonosz karaktere, egy testi fogyatékosságokkal rendelkező, ám rendkívül gazdag és befolyásos bűnöző.
- Frank Gorshin és John Astin (2. évad) mint Rébusz: egy szuperintelligens gonosz, aki kedvel különféle rejtvényeket és talányokat feladni.
- Julie Newmar, (1-2. évad), Eartha Kitt (3. évad) és Lee Meriwether (film), mint a Macskanő: a képregények karakterén alapul. Eredeti nevén Selina Kyle, aki macskajelmezbe öltözve folytatja a bűnözést. Ebben a sorozatban alapvetően negatív karakter.
- George Sanders (1. évad), Otto Preminger és Eli Wallach (2. évad) mint Mr. Fagy: eredettörténete eltér az ismerttől, egy korábbi rajtaütés során Batman véletlenül leönti őt egy vegyi anyaggal, amely miatt csak fagyos hőmérsékleten lesz képes életben maradni. Eredetileg Mr. Zérónak hívták, ám éppen a sorozat hatására a képregényekben is megváltoztatták a nevét.
- Victor Buono, mint William McElroy / Tut király: kizárólag ebben a tévésorozatban megjelenő karakter. William McElroy professzor egy egyetemi tanár, akit egy diáklázadás során fejbevágtak. Ettől amnéziája támadt, melynek hatására létrejött Tut király nevű alteregója. Valahányszor fejbevágják, korábbi
- David Wayne mint az Őrült Kalapos: egy tudós, aki találmányai segítségével képes befolyásolni mások gondolatait, és irányítani is képes őket.
- Vincent Price mint Egghead / Edgar Heed: kizárólag ebben a tévésorozatban megjelenő karakter, egy olyan gazfickó, akinek különleges a vonzódása a tojások iránt.
- Carolyn Jones, mint Marsha: a sorozat kedvéért létrehozott karakter, a gyémántok megszállottja.
- Cliff Robertson, mint Shame: szintén a sorozat kedvéért létrehozott karakter, cowboy-motívumokkal.,
- Anne Baxter, mint Zelda: híres szabadulóművész és mágus, aki gyakran állítja képességeit a bűn szolgálatába. Csak a sorozatban szerepel.

## Forgatás
A hatvanas évek elején az Ed Graham Studios megszerezte a jogait a Batman televíziós sorozat elkészítésének, melyet ugyanúgy a fiataloknak szántak, mint a "Superman kalandjai" vagy "A magányos ranger" című, akkoriban népszerű sorozatokat. Ezek szombat reggelenként mentek a CBS műsorán, és a Batmant is ide szánták.
A főszerepre Mike Henryt szerették volna megnyerni, aki amerikai futball-sztár volt, és már ismert színész. Még jelmezes próbát is tartottak, de végül nem őt választották. A CBS és az Ed Graham között a tárgyalások alaposan elhúzódtak, aminek az lett a vége, hogy a DC Comics visszavette a jogokat, és eladta azokat az ABC-nek, amely a 20th Century Fox-szal kívánta leforgatni a sorozatot. A Greenway Productions kapta a feladatot, élén William Dozier-rel, aki viszont életében nem olvasott egyetlen képregényt sem, így nem tudta, milyen hangvételűnek kellene lennie a műnek. Így tolódott az el a giccses, camp-stílus felé, melynek következtében a tervezett felvezető tévéfilmtől is elálltak. Két páros volt esélyes a főszerepre: Adam West és Burt Ward, valamint Lyle Waggoner és Peter Deyell. Végül az előbbiek nyerték el a szerepet.
Az ABC 1966 januárjában szerette volna elkezdeni a sorozatot, mégpedig a kora esti órákban vetíteni. Mivel egy epizód egy óra hosszú volt, ezért kapóra jött a két részre osztás, mert így hétvégénként minden részt meg lehetett ismételni kettébontva, fél órás időtartamban. Az epizódok forgatókönyve a már említett, kissé bolondos hangnemben íródott, a későbbiek során pedig ez csak még jobban elfajult: komikus és szatirikus elemektől kezdett el hemzsegni.
A sorozat népszerűségét látva az ABC úgy döntött, elkészíti a sorozat filmadaptációját is. Sietni kellett vele, mert még a második évad adásba kerülése előtt szerették volna bemutatni. A megemelt költségvetésnek hála került a filmbe a Batboat és a Batcopter, amelyek később a sorozatban is bemutatásra kerültek. A film nem volt túl sikeresnek mondható, tekintve, hogy a sorozat külföldi népszerűsítését tűzte ki célul, amelyet nem ért el. A film miatt a második évad munkálataiba sietősen kellett belekezdeniük, amely azt okozta, hogy az kissé összecsapott lett.
Talán ennek is köszönhetően a sorozat népszerűsége csökkenni kezdett, és kérdéses volt, lesz-e folytatás. A producerek ezért azt találták ki, hogy egy női karakterre is szükség van. Így került képbe a képregényben 1966-ban debütált Batgirl. A harmadik évadot hetente már csak egyszer vetítették, viszont minden rész végére bekerült a következő heti főgonosz. Fontos változás volt, hogy a Macskanő szerepében Eartha Kitt volt látható, aki mint afroamerikai származású női szereplő, úttörő volt a maga idejében (a Star Trek Uhura hadnagya után ő volt a második ilyen szereplő a televízióban). A sorozat kezdett ekkortájt a szürrealizmus felé elmenni: a jelenetek háttere gyakran fekete alapon papírból kivágott mintázatból állt. Ráadásul felbukkant benne a szleng, és popkulturális utalások a hatvanas évekből.

## A sorozat törlése
A harmadik évad végén annyira visszaesett a nézettség, hogy az ABC úgy döntött, leveszi a műsorról. Ekkor lépett a képbe az NBC, amely elhatározta, hogy átveszi és folytatja a sorozatot. Mielőtt azonban erre sor került volna, tisztázatlan körülmények között megsemmisült a forgatáshoz használt díszlet. Emiatt végül elálltak a folytatástól.

## Fogadtatás
Bemutatásakor hatalmas népszerűségnek örvendett, egyedül a Peyton Place című sorozat volt hasonló akkoriban az Egyesült Államokban. Minden szerda és csütörtök este vetítették este fél 8-kor. Alan Sepinwall és Matt Zoller Seitz televíziós kritikusok minden idők 82. legjobb amerikai tévésorozatának választották meg.

## Utóélete
Batman és Robin rajzfilmes karaktere néhány rövidebb szkeccsben, majd 1972-ben két Scooby-Doo filmben is felbukkant. Ugyanebben az évben Batman, Robin és Batgirl egy jótékonysági rendezvényen jelentek meg – Batmanként Dick Gautier, ugyanis Adam West szeretett volna eltávolodni az általa játszott figurától. 1977-ben Adam West és Burt Ward szinkronizáltak a Batman legújabb kalandjai című rajzfilmsorozatban. Később pár alkalommal bukkantak fel epizódszerepben rajzfilmes alteregóik. 2003-ban West és Ward az általuk játszott figurákat némiképp kiparodizálva szerepeltek a "Return to the Batcave: The Misadventures of Adam and Burt" című filmben, ahol önmagukat alakították. 2016-ban egy egész estés rajzfilm készült Batman: A köpenyes lovagok visszatérnek címmel, a főszereplők szinkronjával.
Adam Westet és Burt Wardot a következő évtizedekben beskatulyázták ezekbe a szerepekbe. West különösen megsínylette, mert színészként kvázi ripacsnak könyvelték el. Mégis épp a Batman hozta vissza őt a köztudatba, amikor az 1992-es "Batman: A rajzfilmsorozat" "Óvakodjatok a Szürke Szellemtől" című epizódjában ő szinkronizálta Szürke Szellemet, az idős igazságosztót, akire Bruce Wayne felnézett fiatalkorában. Még később, a "The Batman" című sorozatban ő szinkronizálta Gotham polgármesterét, illetve a "The Brave and the Bold" rajzfilmsorozatban Thomas Wayne-t. Az igazi eltávolodást a szereptől a Family Guy Adam West polgármestereként érte el, ahol kifejezett kikötése volt, hogy semmiképp se utaljanak vissza korábbi szerepére.